# Xiaomi Mi 3
Xiaomi Mi 3 — смартфон, який був розроблений компанією Xiaomi. Третя версія гаджета відноситься до пристроїв флагманського сегмента. Xiaomi Mi 3 був представлений 5 вересня 2013 року. Надійшов у продаж в Китаї в жовтні 2013 року. Після початку продажів усього за 3 хвилини було розпродано 200 000 одиниць. Xiaomi Mi3 став найпродаванішою моделлю компанії у 2013 році.

## Апаратне забезпечення
Смартфон оснащений чотирьохядерним процесором Qualcomm Snapdragon 800 MSM8274AB (Krait 400) з частотою 2.3 ГГц. Компанію процесору складає графічне ядро Adreno 330. За продуктивністю гаджет не поступався на свій час топовим пристроям інших виробників.
Внутрішня пам'ять складає 16 ГБ або 64 ГБ з можливістю розширення до 512 ГБ, ОЗУ — 2 ГБ.
Акумулятор незмінний Li-Ion 3050 мА·год.
Основна камера 13 Мп з автофокусом, фронтальна камера 2 Мп.

## Програмне забезпечення
Операційна система — Android 4.3 (Jelly Bean) з фірмовою оболонкою MIUI V5. Був оновлений до MIUI 9 на базі Android 6.0 (Marshmallow). 